# دی‌ان‌ای پلی‌مرازهای گرمادوست
 دی‌ان‌ای (DNA) پلیمرازهای گرمادوست (ترموفیلوس) دسته‌ای از آنزیمها هستند که معمولاً از آرکی‌باکتریهای موجود در آبهای داغ (چشمه‌های جوشان) بدست می‌آیند و مقاوم به حرارت بوده و دارای دمای اپتیمم حدود ۷۲ درجه سانتیگراد می‌باشند. یکی از متداول‌ترین این آنزیم ها، Taq پلی مراز می‌باشد که از باکتری ترموس آکواتیکوس بدست می‌آید و دارای فعالیت اگزنوکلئازی در جهت َ۵ به َ۳ است ولی فاقد فعالیت ویرایشی می‌باشد. آنزیمهای مزبور در واکنشهای زنجیرهٔ پلی مرازی یا PCR و انگشت‌نگاری دی‌ان‌ای کاربرد دارند. در حال حاضر انواع مختلفی از آنزیمهای فوق در دسترس می‌باشد که بعضا دارای قدرت پلی مرازی و ویرایشی بسیار بالائی می‌باشند. برای مثال، آنزیم دی‌ان‌ای پلی مراز Pfu که از باکتری پیروکوکوس فیوریوس بدست می‌آید، دارای فعالیت اگزونوکلئازی در جهت َ۳ به َ۵ و فاقد فعالیت اگزنوکلئازی در جهت َ۵ به َ۳ می‌باشد و بسیار به گرما مقاوم است. امروزه بیشتر از این آنزیم در PCR استفاده می‌شود. برخلاف آنزیم Taq پلی مراز، اشتباهات کمتری در دی‌ان‌ای تکثیر شده توسط آنزیم Pfu روی می‌دهد. از دیگر دی‌ان‌ای پلی مرازهای مقاوم به حرارت می‌توان دی‌ان‌ای-پلی مراز Bst، دی‌ان‌ای-پلی مراز Pwo و دی‌ان‌ای-پلی مراز Tth اشاره کرد که هر یک خواص ویژه‌ای دارند.